# Согласующий трансформатор
Согласующий трансформа́тор — трансформатор, применяемый для согласования сопротивления различных частей (каскадов) электронных схем.
Обычно согласующие трансформаторы применяются для подключения низкоомной нагрузки к каскадам электронных устройств, имеющим высокое входное или выходное сопротивление. Часто согласующий трансформатор выступает в качестве выходного трансформатора для ламповых усилителей звуковых частот.
Эквивалентное сопротивление трансформатора с подключённой нагрузкой (по переменному току) можно выразить формулой:
Где:
{\displaystyle K} — коэффициент трансформации (отношение числа витков первичной обмотки к числу витков вторичной),
{\displaystyle R_{L}} — Сопротивление нагрузки.

## Пример расчёта
Необходимо рассчитать коэффициент трансформации для согласующего трансформатора в ламповом усилителе. Трансформатор согласует низкоомную нагрузку (динамическую головку) с высоким внутренним сопротивлением лампы выходного каскада.
Исходные данные:
- Внутреннее сопротивление лампы выходного каскада {\displaystyle R_{0}}=4,9 кОм.
- Сопротивление динамической головки {\displaystyle R_{L}}=4 Ом.

Решение: Так как максимальную мощность в нагрузку можно передать только при условии равенства внутреннего сопротивления источника сигнала сопротивлению нагрузки, то необходимо, чтобы величина сопротивления нагрузки лампы была равна внутреннему сопротивлению самой лампы.
Для этого используем трансформатор, коэффициент трансформации которого можно определить по формуле: {\displaystyle K={\sqrt {\frac {R_{0}}{R_{L}}}}}
Подставив численные значения, получим {\displaystyle K}=35.